# Lista de telenovelas emitidas pela RTP Memória

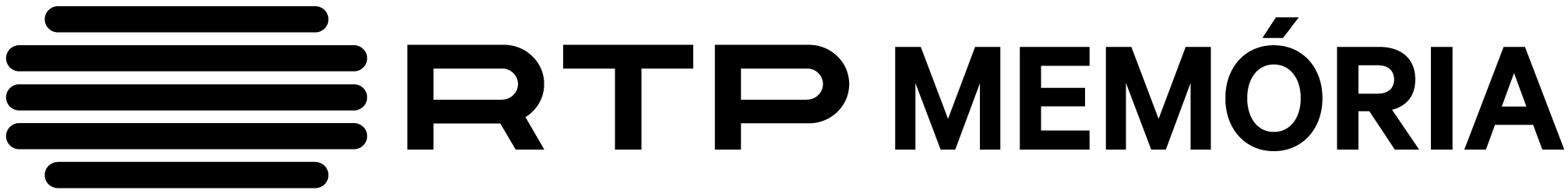
Logotipo da RTP Memória.

As telenovelas emitidas pela RTP Memória estão relacionadas e explicadas nesta lista, que apresenta: data de início, data do final e quantidade de capítulos das telenovelas dessa emissora.

## Lista por ordem de exibição

### Década de 2020

#### Telenovelas das 7h
| # | Início                 | Término                | Horário original | Título          | Ano de exibição | Capítulos | Autor                                                                                      | Diretor                                         | Produtora                   | Ref   |
| - | ---------------------- | ---------------------- | ---------------- | --------------- | --------------- | --------- | ------------------------------------------------------------------------------------------ | ----------------------------------------------- | --------------------------- | ----- |
|   | 13 de setembro de 2020 | 13 de abril de 2020    | 18h              | Lusitana Paixão | 2003-2004       | 150       | Francisco Moita Flores                                                                     | André Cerqueira Jorge Paixão da Costa           | FO&CO RTP Meios de Produção | [ 1 ] |
|   | 14 de abril de 2020    | 16 de setembro de 2020 | 21h              | Água de Mar     | 2014-2015       | 156       | Raquel Palermo Vera Sacramento                                                             | Catarina Delgado                                | Coral                       | [ 2 ] |
|   | 17 de setembro de 2020 | 19 de maio de 2022     | 14h15            | Os Nossos Dias  | 2013-2015       | 610       | Filipa Poppe, Filipe Santos, Luís Marques, Maria João Marques, Nuno Duarte, Vasco Monteiro | Duarte Teixeira Paulo Brito António Figueirinha | SP Televisão                | [ 3 ] |

#### Telenovelas das 7h40
| # | Início                  | Término                | Horário original | Título           | Ano de exibição | Capítulos | Autor                             | Diretor                            | Produtora | Ref   |
| - | ----------------------- | ---------------------- | ---------------- | ---------------- | --------------- | --------- | --------------------------------- | ---------------------------------- | --------- | ----- |
|   | 18 de fevereiro de 2019 | 27 de setembro de 2019 | 19h              | Na Paz dos Anjos | 1994-1995       | 160       | José Fanha Nicolau Breyner        | Nicolau Breyner                    | NBP       | [ 4 ] |
|   | 30 de setembro de 2019  | 27 de abril de 2020    | 21h30            | A Lenda da Garça | 1999-2000       | 149       | Victor Cunha Rego                 | Jorge Cardoso António Moura Mattos | NBP       | [ 5 ] |
|   | 28 de abril de 2020     | 13 de novembro de 2020 | 21h30            | Os Lobos         | 1998-1999       | 200       | Francisco Nicholson               | Jorge Cardoso Lourenço de Mello    | NBP       | [ 6 ] |
|   | 14 de novembro de 2020  | 12 de abril de 2021    | 19h              | Cinzas           | 1992-1993       | 150       | Francisco Nicholson Ângelo Granja | Régis Cardoso                      | NBP       | [ 7 ] |
|   | 13 de abril de 2021     | 11 de agosto de 2021   | 20h30            | Passerelle       | 1988-1989       | 120       | Rosa Lobato Faria e Ana Zanatti   | Nuno Teixeira                      | Edipim    | [ 8 ] |

#### Telenovelas das 13h
| # | Início                  | Término                | Horário original    | Título              | Ano de exibição | Capítulos | Autor                                       | Diretor                                              | Produtora          | Ref    |
| - | ----------------------- | ---------------------- | ------------------- | ------------------- | --------------- | --------- | ------------------------------------------- | ---------------------------------------------------- | ------------------ | ------ |
|   | 28 de fevereiro de 2019 | 27 de setembro de 2019 | 21h30               | A Grande Aposta     | 1997-1998       | 130       | Tozé Martinho Sarah Trigoso Cristina Aguiar | Lourenço de Mello António Moura Mattos Eduardo Rodil | NBP                | [ 9 ]  |
|   | 30 de setembro de 2019  | 30 de novembro de 2019 | 19h (fim-de-semana) | Ricardina e Marta   | 1989-1990       | 90        | Ana Rita Martinho e Manuel Arouca           | Victor Manuel                                        | Estúdios Atlântida | [ 10 ] |
|   | 2 de dezembro de 2019   | 11 de agosto de 2020   | 19h                 | A Banqueira do Povo | 1993            | 130       | Ruy Petterle                                | Walter Avancini                                      | Máquina dos Sonhos | [ 11 ] |

#### Telenovelas das 17h
| # | Início                 | Término               | Horário original    | Título        | Ano de exibição | Capítulos | Autor                                       | Diretor                                                                           | Produtora    | Ref    |
| - | ---------------------- | --------------------- | ------------------- | ------------- | --------------- | --------- | ------------------------------------------- | --------------------------------------------------------------------------------- | ------------ | ------ |
|   | 26 de setembro de 2019 | 13 de março de 2020   | 19h (fim-de-semana) | Vila Faia     | 2008-2009       | 120       | Joana Jorge Alexandre Castro                | Baseado no Original "Vila Faia" de Nuno Teixeira, Duarte Teixeira Sérgio Graciano | SP Televisão | [ 12 ] |
|   | 16 de março de 2020    | 16 de outubro de 2020 | 21h                 | Primeiro Amor | 1996            | 150       | Manuel Arouca Nicolau Breyner               | Lourenço de Mello Álvaro Fugulin                                                  | NBP          | [ 13 ] |
|   | 19 de outubro de 2020  | 12 de maio de 2021    | 19h                 | Desencontros  | 1995            | 145       | Francisco Moita Flores                      | Álvaro Fugulin Jorge Paixão da Costa                                              | NBP          | [ 14 ] |
|   | 13 de maio de 2021     |                       | 21h30               | Vidas de Sal  | 1996-1997       | 150       | Tozé Martinho Sarah Trigoso Cristina Aguiar | Lourenço de Mello Álvaro Fugulin                                                  | NBP          | [ 15 ] |

#### Telenovelas das 17h40
| # | Início              | Término | Horário original | Título  | Ano de exibição | Capítulos | Autor               | Diretor                   | Produtora    | Ref    |
| - | ------------------- | ------- | ---------------- | ------- | --------------- | --------- | ------------------- | ------------------------- | ------------ | ------ |
| 1 | 31 de março de 2021 |         | 14h15            | O Sábio | 2017-2018       | 300       | José Pinto Carneiro | Leonor Coelho Adriano Luz | SP Televisão | [ 16 ] |

*tabela desatualizada